# Томашев (Кольський повіт)
Томашев (пол. Tomaszew) — село в Польщі, у гміні Ольшувка Кольського повіту Великопольського воєводства.
Населення — 239 осіб (2011).
У 1975—1998 роках село належало до Конінського воєводства.

## Демографія
Демографічна структура станом на 31 березня 2011 року:
|          | Загалом | Допрацездатний вік | Працездатний вік | Постпрацездатний вік |
| -------- | ------- | ------------------ | ---------------- | -------------------- |
| Чоловіки | 120     | 23                 | 84               | 13                   |
| Жінки    | 119     | 25                 | 59               | 35                   |
| Разом    | 239     | 48                 | 143              | 48                   |